# Ferme de la Grange-Batelière
Pour les articles homonymes, voir Grange-Batelière.
La ferme de la Grange-Batelière était une ferme fortifiée construite en 1243.

## Situation
Elle était située à l'emplacement actuel du 9, rue Drouot dans le 9e arrondissement de Paris, donc un peu au nord de l'enceinte de Charles V et au sud du ruisseau de Ménilmontant actuellement rue de Provence.

## Historique
Appelée à l'origine Granchia Batilliaca, Granchia-Bail-Taillée, Grange-au-Gastelier, Bateillère, Batelière, Battelier  ou Grange Bataillée, elle prend son nom en 1410,.
Selon Henri Legrand, l’origine du nom vient du bac qu’utilisent les habitants de Montmartre pour traverser le ruisseau de Ménilmontant.
Maurice Dumoulin avance l’hypothèse d’un patronyme Bataille, Batiller ou Batelier.
Le fief de la Grange Batelière s'étendait sur 58 hectares des Champs-Élysées au chemin de Montmartre (actuelles rues Montmartre et du Faubourg-Montmartre).
En 1153, Louis VII le Jeune donne aux chanoines de l’église Sainte-Opportune les marais qui s’étendent entre la butte-Montmartre et la Seine, jusqu’à Chaillot. Philippe-Auguste  les autorise à aliéner les terrains sous conditions de les assécher et de les aménager en culture.
Ils appartenaient à l'archevêché de Paris, à la famille de Laval, puis, à partir de 1514, à Jean Vivien et à ses descendants ayant donné leur nom à la rue Vivienne.
Il est dans une lettre de Charles VI de France au profit des religieuses de l'Abbaye Saint-Antoine-des-Champs et contre Anne de Laval et Guy Turpin que l'an mil CCCC et seize ou environ, lesdites suppliantes firent adjourner ou Chastellet de Paris nostre bien amé Guy Turpin, chevalier et sa femme. Anne est propriétaire de la Grange-Batelière dont il est question et il est précisé plus loin, pour l'année 1420 que lesdits Turpin et sa femme feussent lors détenteurs.
La Grange-Batelière est ensuite cédée à Jean de Malestroit, évêque de Saint-Brieuc. Des lots sont détachés à compter de 1575 où sont construits des hôtels particuliers et des villas. Au XVIIIe siècle, le bâtiment principal est transformé en hôtel particulier.

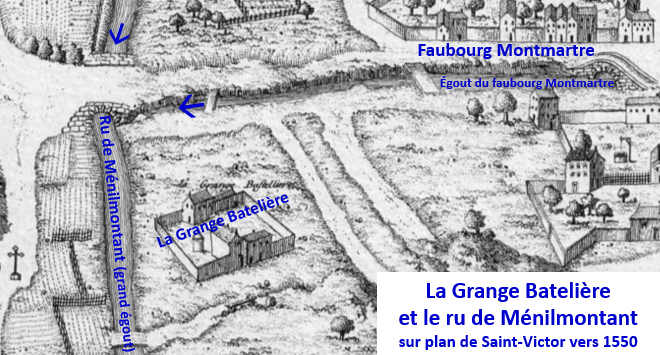
La ferme vers 1550.
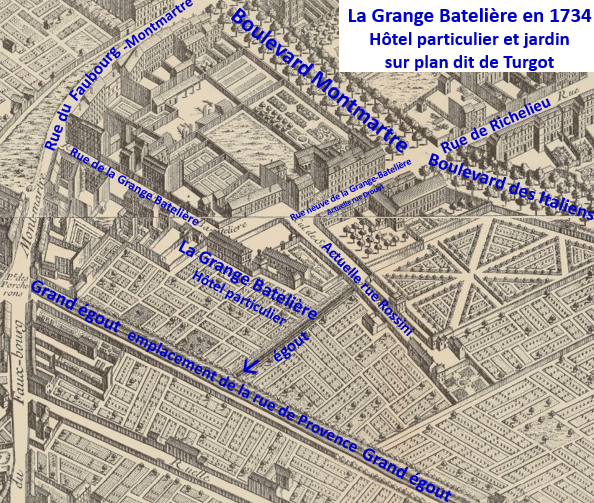
L'hôtel particulier Grange en 1734.

Elle est détruite en 1847. Le prolongement de la rue Drouot entre l'actuelle rue Rossini et la rue de Provence est créé sur son terrain.
Le coude de la rue Rossini indique la trace de l'angle sud-est de l'enceinte de la Grange-Batelière.
La proximité du ru de Ménilmontant devenu le grand égout, recouvert à partir de 1760, sur lequel a été créée la rue de Provence est à l'origine de la légende de la rivière de la Grange Batelière.